# Abyssale zone
De Abyssale zone of abyssopelagische zone is dat deel van de oceaan dat tussen 4000 en 6000 meter diep is. De abyssale zone ligt hiermee dieper dan bathyale dieptes, maar minder diep dan  diepzeetroggen (hadal-pelagische zone). Het woord "abyssaal" is afgeleid van ἄβυσσος, Grieks voor "bodemloos". De diepte zorgt er voor dat de zone constant donker is, licht dringt niet door. De zone beslaat zo'n 83% van de oceaan en dus 60% van het aardoppervlak.

De verschillende lagen van de pelagische zones

## Omstandigheden
De abyssale zone wordt gekenmerkt door weinig nutriënten. De voedingsstoffen komen door zeesneeuw ("marine snow"), het naar de bodem gezakte ontbindingsmateriaal van gestorven leven uit hogere regionen. Er is een laag zuurstofgehalte en vrijwel geen licht van het oppervlak, dus ook geen mogelijkheid van fotosynthese. Het milieu is zuurstofarm, en op de bodem soms zelfs zuurstofloos. Er heerst een druk tot 76 MPa. De watertemperatuur bedraagt doorgaans ongeveer 2 of 3 graden Celsius.

## Ecosysteem
De meeste organismen die in de abyssale zone leven zijn afhankelijk van de zeesneeuw die uit de bovenliggende oceaanlagen zakt. De biomassa van de abyssale zone neemt in feite toe in de buurt van de zeebodem, omdat het meeste ontbindende materiaal en de ontbindende organismen op de zeebodem rusten.
De samenstelling van de abyssale vlakte hangt af van de diepte van de zeebodem. Boven 4000 meter bestaat de zeebodem meestal uit kalkhoudende schelpen van foraminifera, zoöplankton en fytoplankton. Op een diepte van meer dan 4000 meter lossen de schelpen op en blijft er een zeebodem achter van bruine klei en silica van dood zoöplankton en fytoplankton.
Chemosynthetische bacteriën ondersteunen grote en diverse gemeenschappen in de buurt van hydrothermische bronnen, en vervullen een vergelijkbare rol in deze ecosystemen als planten.
Een nieuw inzicht in de complexiteit van de abyssale omgeving is geleverd door een team van onderzoekers van de Schotse vereniging voor mariene wetenschappen. Zij hebben gevonden dat mangaanknollen op de diepzeebodem zuurstof produceren.
De mangaanknollen werken door hun samenstelling met verschillende metalen als een soort batterij en staan zuurstof af aan de omgeving. Omdat tot nu toe werd gedacht dat enkel planten en algen donkere zuurstof produceren (zuurstof geproduceerd zonder licht) kan dit gezien worden als een wetenschappelijke aardverschuiving.

## Fauna
De abyssale zone bestaat uit veel verschillende soorten organismen, waaronder micro-organismen,  schaaldieren (crustacea),  weekdieren (mollusca) ( tweekleppigen (bivalvia),  slakken (gastropoda) en  inktvissen (cephalopoda, koppotigen)), verschillende soorten vissen en nog vele dieren die nog ontdekt moeten worden. De meeste vissoorten in deze zone zijn platvissen of roggen, vissen die met name bij de bodem hun voedsel zoeken.
Organismen in de abyssale zone zijn afhankelijk van de natuurlijke processen van hogere oceaanlagen. Als dieren uit hogere oceaanlagen sterven, drijven hun karkassen af en toe naar de abyssale zone, waar organismen in de diepte zich ermee kunnen voeden. Wanneer een walviskarkas naar de abyssale zone drijft, wordt dit een walvisval genoemd. Het karkas van de walvis kan complexe ecosystemen creëren voor organismen in de diepte.
 Benthische organismen in de abyssale zone zouden morfologische eigenschappen moeten hebben ontwikkeld die hen ofwel uit zuurstofarm water boven de zeebodem kunnen houden of hen in staat stellen zuurstof uit het water erboven te halen, terwijl het dier ook toegang heeft tot de zeebodem en de voedingsstoffen die zich daar bevinden.  Er zijn ook dieren die hun tijd doorbrengen in het bovenste deel van de abyssale zone, waarvan sommige zelfs af en toe tijd doorbrengen in de zone er direct boven, de bathyale zone. Hoewel er een aantal verschillende vissoorten zijn die veel verschillende groepen en klassen vertegenwoordigen, zoals  Actinopterygii (straalvinnige vissen), zijn er geen bekende leden van de klasse  Chondrichthyes (kraakbeenvissen, dieren zoals haaien, roggen en chimaeras) die van de abyssale zone hun primaire of constante habitat maken. Of dit komt door de beperkte middelen, de beschikbaarheid van energie of andere fysiologische beperkingen is onbekend. De meeste kraakbeenvissen soorten gaan niet dieper dan de bathyale zone.

## Milieuproblemen
Klimaatverandering heeft negatieve gevolgen gehad voor de abyssale zone. Door de diepte van de zone hebben de stijgende temperaturen er niet zo snel en drastisch effect als in de rest van de wereld, maar de zone heeft wel te lijden van oceaanverzuring. Vervuiling, zoals plastic, is zelfs in deze zone aanwezig. Plastics zijn vooral slecht voor de abyssale zone omdat deze organismen geëvolueerd zijn om alles wat beweegt of op afval lijkt te eten of proberen te eten, wat ertoe leidt dat organismen plastics eten in plaats van voedingsstoffen. Zowel de verzuring als de vervuiling van de oceaan zorgen ervoor dat de toch al kleine biomassa die zich in de abyssale zone bevindt, afneemt. 
Een ander door mensen veroorzaakt probleem is overbevissing. Hoewel geen enkele visserij op organismen in de buurt van de abyssale zone mag vissen, kunnen ze toch schade aanrichten in diepere wateren. De abyssale zone is afhankelijk van dode organismen uit de bovenste zones die naar de zeebodem zinken, omdat het ecosysteem geen producenten heeft door een gebrek aan zonlicht. Naarmate vissen en andere dieren uit de oceaan worden verwijderd, neemt de frequentie en de hoeveelheid dood materiaal dat de abyssale zone bereikt af.
Diepzeemijnbouw kan in de toekomst een probleem vormen voor de abyssale zone. De gesprekken en planning voor deze industrie zijn al gaande. Diepzeemijnbouw kan desastreus zijn voor dit uiterst kwetsbare ecosysteem, opstuivend stof op de oceaanbodem kan zorgen voor afdekking van het leven, of voor verstikking van vissen die door zeven van water hun voedsel vinden. Mijnbouw zou niet alleen de hoeveelheid vervuiling in de abyssale zone kunnen vergroten, maar in de oceaan als geheel, en kan de habitats en de zeebodem fysiek vernietigen, iets dat niet meer terug te draaien is. De verstoring die de diepzeemijnbouw veroorzaakt op de bodem zal nog vele decennia zo niet eeuwen op locatie merkbaar zijn.